# Hrabstwo Bauhinia
Hrabstwo Bauhinia – dawna jednostka podziału administracyjnego Queenslandu w Australii. W 2006 roku zamieszkane przez 2189 osób. Powierzchnia wynosiła 24 558 km².
W latach 50. XIX wieku rozpoczął się na terenie późniejszego hrabstwa wypas bydła. W 1864 roku powstała miejscowość Springsure (późniejsze centrum administracyjne hrabstwa). Samo hrabstwo powstało w 1879 roku i początkowo było zamieszkane przez 1420 osób. W roku 2008 wraz z trzema innymi hrabstwami (Emerald, Peak Downs, Duaringa) zostało połączone w region Central Highlands.